# ビゴール豚
ビゴール豚（ビゴールぶた、フランス語：Noir de Bigorre=「ビゴールの黒」の意、porc bagnérais）とは、豚の一品種。フランス南西部ピレネー山麓バニェール＝ド＝ビゴールやルルドの極限られた地域のみで飼育されるノワール・ド・ビゴール種（Le Noir de Bigorre）というフランス原産の黒豚。
1970年代に絶滅しかけたが、復興運動が行われ、1980年代にバスク豚を元に復元された。
1ヘクタールにつき25頭以下という少ない飼育数で放牧される。餌は、牧草、ライ麦、大麦、ドングリ、クリなど。一般的な交配種と比べると成長（体重の増加）が半分程度の1日450グラム（交配種は800グラム）であり、飼育期間も12か月と長い（交配種は7か月）。
ビゴール豚の肉質の特徴としては、赤身が全体の43%（一般的な商用品種の赤身の平均は56%）と少なく、脂肪の割合が高いことが挙げられる。

## 関連
- イベリコ豚 - ピレネー山脈に棲息していた原種が、フランス側に渡ってきたのがビゴール豚であり、スペイン側に渡ってきたのがイベリコ豚であると言われる。[要出典]

| サブスタブ | この項目は、まだ閲覧者の調べものの参照としては役立たない、書きかけの項目です。この項目を加筆・訂正などしてくださる協力者を求めています。このテンプレートは分野別のサブスタブテンプレートやスタブテンプレート（Wikipedia:分野別のスタブテンプレート参照）に変更することが望まれています。 |